# Arte povera

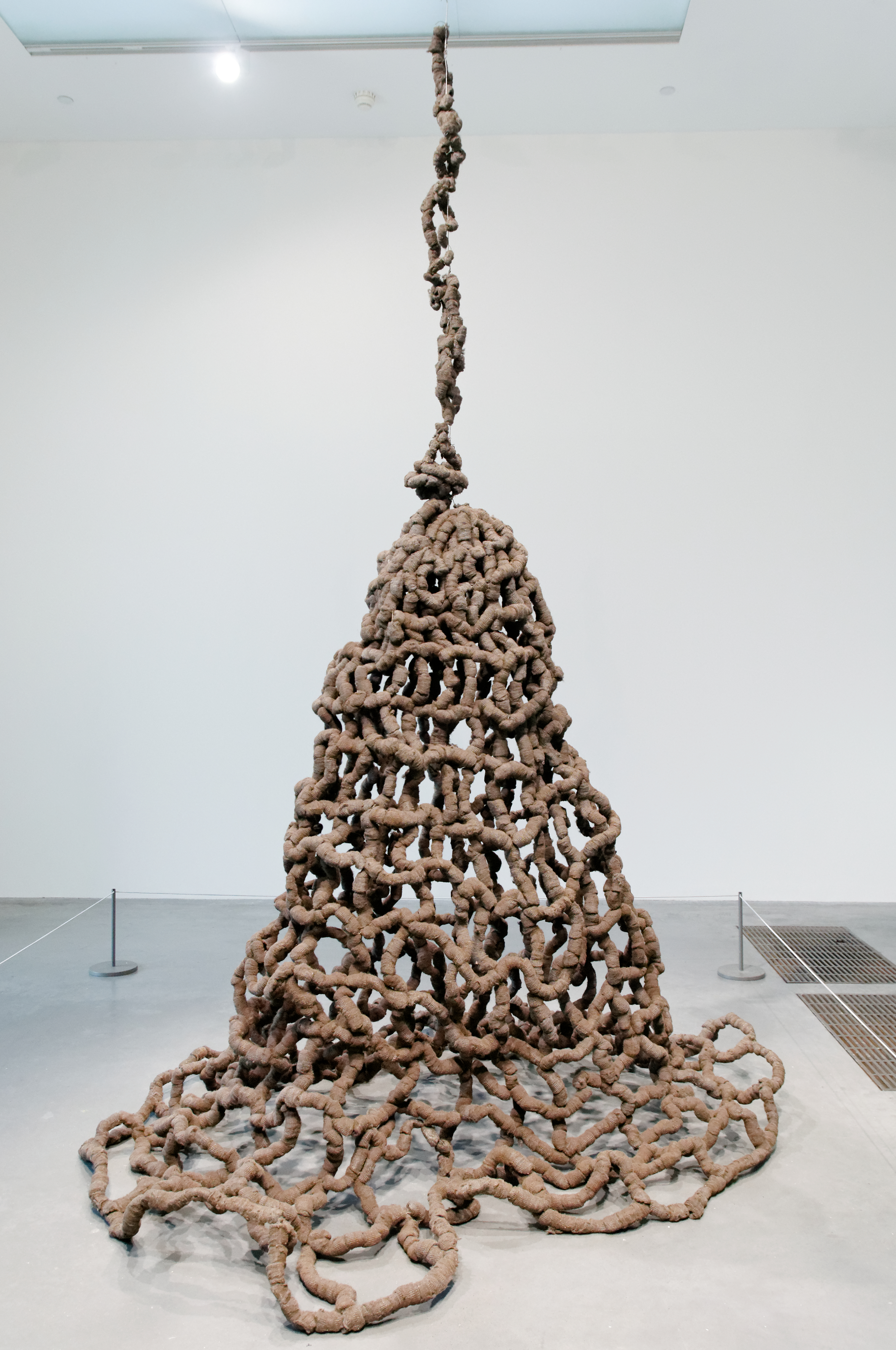
Pino Pascali, Trappola (1968)

Arte povera (pronuncia-se arte póvera; em português "arte pobre") foi uma expressão criada pelo crítico e curador italiano Germano Celant, para referir-se ao movimento artístico que se desenvolveu originalmente na segunda metade da década de 1960 na Itália. Os seus adeptos utilizavam materiais de pintura (ou outras expressões plásticas não convencionais, como por exemplo areia, madeira, sacos, jornais, cordas, feltro, terra e trapos) com o intuito de "empobrecer" a obra de arte, reduzindo os seus artifícios e eliminando barreiras entre a Arte e o quotidiano das sociedades.
O movimento artístico desenvolveu-se ao longo da década de 1970, período em que os artistas voltaram a sua atenção para as temáticas da natureza e seus derivados, rompendo com os processos industriais e revelando a sua crítica ao empobrecimento de uma sociedade guiada pelo acúmulo de riquezas materiais.

## Artistas ligados ao movimento
- Michelangelo Pistoletto
- Giovanni Anselmo
- Gilberto Zorio
- Giovanni Martedi[4][5]
- Giuseppe Penone
- Jannis Kounellis
- Luciano Fabro
- Alighiero Boetti
- Giulio Paolini
- Marisa Merz
- Mario Merz
- Pino Pascali
- Iole de Freitas
- Lucio Fontana
- Piero Manzoni